# 殺人光線
殺人光線（さつじんこうせん）とは、光や電磁波、電光などによって、対象を破壊する光線兵器のことである。欧米ではニコラ・テスラや、ハリー・グリンデル・マシューズらによって研究された。また、大日本帝国海軍はB-29型重爆を撃墜するために、「Z兵器」の名称で開発が進められた。

## 概要
殺人光線は、有害な光線の照射によって照射対象（人体、航空機、車両）にダメージを与え、それによって機能停止に至らしめるという物である。
一般に考えられている殺人光線は、人体の主要構成要素であるタンパク質を分解し得る程の非常に強いエネルギーを持っており、また衣服等の日常的な遮蔽物を容易く透過するか、それごと破壊してしまうとされる。これらは光線の性質上、発射から到達まで一瞬である事や弾道が重力によるズレが発生しにくい事から、古くから軍事方面における利用が期待されてきた。
また、古いSFや特撮作品に光線銃などとしてしばしば登場した。「怪力線」とも云い、今日のレーザー兵器や荷電粒子砲などにも通ずる。

## 軍事兵器としての利用
良く知られている高エネルギーを伝え得る光線としては、レーザー光線やマイクロ波（電磁波）であるが、それらを発生し、また収束させて目標に投射する装置の軍事利用は進んでいない。何故なら空気中の減衰が激しいこと、そしてそれらを兵器に利用できるほど高出力の発生装置を作ると、どうしても装置自身やそれが消費するエネルギー源の大型化が避けられないという大きな欠点があるからで、また現用の火薬によって弾体を発射せしめる銃器（火器）の方が実績があり、またそれで間に合っているためである。
殺人光線には様々な種類があるが、以下のようなものは殺人的光線ではあっても殺人光線の範疇には含まれないと考えられる。なぜなら、これらは副次的に致死性であったり、その効果が遅効性であるもので、光線と致死の因果関係が曖昧だからである。
- 高速で移動する乗り物に乗った運転者の視力を奪う光線
  - レーザーポインターでは、これ自体で殺人を達成できない。
- 照射され続けると、皮膚癌などの健康被害を受け、いずれ緩慢な死に至る危険性のある光線
  - 太陽光（日常的に浴びる分には、ビタミンDの生成を促し健康に役立つが、浴び過ぎると、火傷・病気の元である）
- 不快な色・パターンをしており、気分を悪くさせ、自殺などを促しかねない光線
  - 光過敏性てんかん（1997年のポケモンショックなど）
  - 断眠のために強烈な光を顔面に向けて照射するという拷問

いくつかの国家では真剣に研究が行われ、旧日本軍・登戸研究所などでも電磁波が殺人光線として利用可能かどうかが研究された。ただし日本での研究は敗戦に際して資料が破棄されたため詳細は伝えられておらず、怪力線などと呼ばれたものでは紫外線照射装置が研究されていたなどという話もあるが不明瞭である。怪力線は風説だけが独り歩きし、電子レンジの元になったとする都市伝説もあるものの、電子レンジの原理自体は米レイセオン社のマイクロ波実験の過程で副次的に発見され商品化されたものである。なお、直接に対人殺傷を目的としていないものの、ミサイル迎撃などの用途で指向性エネルギー兵器として実用化された例がある。

### Z兵器
太平洋戦争当時の大日本帝国海軍は、電波を利用したエネルギー兵器の実用化を試みていた。この「Z兵器」は、通信や探知（レーダー）など間接兵器として使用されている電波を直接攻撃兵器として運用できないか……という発想からスタートした。パラボラミラーによって電波を照射し、飛行機や自動車を焼損破壊しようという企図であった。B-29型超重爆による日本本土空襲が始まると、従来の高射砲や防空戦闘機（局地戦闘機）を凌駕する対空兵器としてZ兵器の開発を急いだ。静岡県島田に大型パラボラミラーや反射鏡が設置され、基礎実験をおこなう段階になっていたという。
島田理化工業島田工場（島田製作所）（旧島田分室、島田実験所、島田実験会）において、同所長水間正一郎、海軍技術大尉伊藤庸二の下、旧東北帝国大学教授渡辺寧らによって真空管マグネトロンを用いた57種類の高出力殺人光線「Z」が計画・開発実験され、戦後GHQ科学情報調査団（コンプトン調査団）デイビット・T・クリッグス博士によって査察を受け接収された事が、島田製作所元職員八木春尚、牛込恵子（水間正一郎の娘）と水間の遺された日誌、島田実験所元海軍技術大尉矢波雅夫の証言、アメリカ国立公文書館に保管されたアメリカ陸軍諜報部門が作成した文書簡（1945年10月23日）およびワシントンポスト（1946年4月22日付）、米海軍訪日技術使節団（1945-1946年にグライムス海軍大尉作成）文書簡への取材を元に解明され、このことが2014年7月26日にTBSの報道特集において放映された（TBS報道特集「殺人光線「Z」 秘密実験所の深層 (2014/7/26 放送)」）。この分室では渡辺寧、宮島龍興、菊池正士、小谷正雄、渡瀬譲、小田稔などが研究していた。島田実験所は1943年「強力極超短波」の兵器利用の研究のために設立されたものである。真空管とマグネトロンについてここで工学者と物理学者の間で研究が行われた。